# Liver or Die
Liver or Die (hangul: 왜그래 풍상씨; RR: Waegeurae Pungsangssi, lit.: What's Wrong, Poong-sang!), es una serie de televisión surcoreana transmitida del 9 de enero del 2019 hasta el 14 de marzo del 2019, a través de KBS2.

## Historia
Lee Poong-sang se ha hecho cargo de sus cuatro hermanos/as menores: Lee Jin-sang, Lee Jeong-sang, Lee Hwa-sang y Lee Wi-sang, a quienes ha apoyado financieramente debido a que sus padres no los apoyaron. Ahora un hombre de mediana edad Poong-sang nunca ha vivido su vida para sí mismo, ya que todavía se ocupa de lidiar con los asuntos de sus hermanos/as.
Por un lado, Lee Jin-sang, el segundo hermano, es un hombre que siempre está causando problemas mientras espera la gran oportunidad que le permita cambiar su vida. Lee Jeong-sang, la tercera hermana, es una doctora, así como una mujer inteligente, lógica pero fría. Su tercera hermana, Lee Hwa-sang, tiene un complejo de inferioridad debido a su gemela mayor Jeong-sang y es una mujer problemática. Finalmente el hermano más joven Lee Wi-sang, sueña con convertirse en un jugador de béisbol profesional, sin embargo no ha logrado alcanzarlo.

## Reparto

### Personajes principales
| Actor                      | Personaje      | Edad | Ocupación | N.º de episodios | Notas |
| -------------------------- | -------------- | ---- | --------- | ---------------- | --- |
| Yoo Jun-sang               | Lee Poong-sang | 47   | Mecánico  | 40               | Es el hermano mayor y la figura paterna de la familia Lee. |
| Oh Ji-ho Choi Seung-hoon   | Lee Jin-sang   | 42   | -         | 40               | Es el segundo hermano mayor, quien es visto como "la causa perdida" de la familia. |
| Jeon Hye-bin Lee Jung-sang | Lee Jeong-sang | 35   | Doctora   | 40               | Es la tercera hermana y la gemela mayor de Hwa-sang. |
| Lee Si-young               | Lee Hwa-sang   | 35   | -         | 40               | Ella es la gemela más joven, quien es vista como "la oveja negra" de la familia. |
| Lee Chang-yeob             | Lee Wi-sang    | 29   | -         | 40               | Es el hijo menor de la familia, quien sueña con convertirse en un jugador de béisbol profesional. Wi-sang termina uniéndose a una banda de gángsters para obtener dinero para la cirugía de su hermano. Cuando conoce a Jo Young-pil, la amiga de su hermana mayor, se enamora de ella. |

### Personajes recurrentes
| Actor          | Personaje     | Edad | Ocupación              | Episodios | Notas                                                                                                   |
| -------------- | ------------- | ---- | ---------------------- | --------- | --- |
| Lee Bo-hee     | Noh Yang-shim | 65   | -                      | -         | Es la madre de Lee Poong-sang, Lee Jin-sang, Lee Jeong-sang, Lee Hwa-sang y Lee Wi-sang.                |
| Shin Dong-mi   | Kan Boon-shil | 47   | -                      | -         | Es la esposa de Lee Poong-sang y madre de Joong-yi.                                                     |
| Kim Ji-young   | Lee Joong-yi  | 15   | -                      | -         | Es la hija de Lee Poong-sang y Kan Boon-shil.                                                           |
| Park In-hwan   | Kan Bo-koo    | 70   | Dueño de la Lavandería | -         | Es el padre de Kan Boon-shil y abuelo de Lee Joong-yi.                                                  |
| Ki Eun-se      | Jo Young-pil  | 35   | -                      | -         | Es la amiga de Lee Jeong-sang, y el interés romántico y más tarde prometida de su hermano, Lee Wi-sang. |
| Song Jong-ho   | Jin Ji-ham    | 41   | Cirujano               | -         | Es el compañero de Lee Jeong-sang en el Hospital.                                                       |
| Choi Sung-jae  | Kang Yeol-han | 35   | Médico                 | -         | Es el colega de Lee Jeong-sang y su antiguo novio.                                                      |
| Lee Sang-sook  | Jeon Dal-ja   | 60   | -                      | -         | Es "Super Woman" de la Provincia de Chungcheong y la madre de Chil-bok.                                 |
| Choi Dae-chul  | Jun Chil-bok  | 42   | -                      | -         | Es "Super Son" y el amigo de Lee Jin-sang.                                                              |
| Yoon Sun-woo   | Yoo Heung-man | -    | -                      | -         | Es el exesposo de Lee Hwa-sang.                                                                         |
| Lee Myung-ho   | Yoo Heung-man | -    | -                      | -         | Es el interés romántico de Noh Yang-shim.                                                               |
| Kim Kiri       | Kye Sang-ki   | -    | -                      | -         | Es el exnovio de Jo Young-pil.                                                                          |
| Jung Dong-geun | Kim Mi-ryun   | -    | -                      | -         | |

### Otros personajes
| Actor           | Personaje    | Edad | Ocupación     | Episodios | Notas                                             |
| --------------- | ------------ | ---- | ------------- | --------- | ------------------------------------------------- |
| Lee Hyun-woong  | -            | -    | CEO de Chonam | -         |                                                   |
| Kim Kwang-young | -            | -    | -             | -         | Es una viuda.                                     |
| Lee Hyo-bi      | -            | -    | -             | -         | Es la hija de la viuda.                           |
| Ha Min          | -            | -    | -             | -         | Es el director del Hospital Universitario Su Sam. |
| Cheon Lee-seul  | Han Shim-lan | -    | -             | -         |                                                   |
| Park Ha-joon    | Young Ha-nam | 12   | -             | -         |                                                   |
| Kim Hyo-gyeong  | Jin Se-mi    | -    | -             | -         | Es la hija de Ji-shin y Su-jin.                   |
| Cha Geon-woo    | -            | -    | -             | -         |                                                   |
| Lee Ga-ryeong   | -            | -    | Actriz        | -         | Es una actriz de la productora de Kim Mi-ryun.    |

### Apariciones especiales
| Actor           | Personaje   | Ocupación | N.º de episodios | Notas                                                                                   |
| --------------- | ----------- | --------- | ---------------- | --------------------------------------------------------------------------------------- |
| Ha Jae-young    | Lee Ju-gil  | -         | -                | Es el padre de Lee Poong-sang, Lee Jin-sang, Lee Jeong-sang, Lee Hwa-sang y Lee Wi-sang |
| Ahn Nae-sang    | -           | -         | -                | Es el esposo.                                                                           |
| Moon Hee-kyung  | -           | -         | -                |                                                                                         |
| Oh Hyun-kyung   | -           | -         | -                |                                                                                         |
| Hwang Dong-joo  | -           | -         | -                |                                                                                         |
| Heo Sung-tae    | -           | 1         | -                | Es un hombre dando sus condolencias.                                                    |
| Byeon Jeong-min | Bae Soo-jin | -         | -                | Es la esposa de Jin Ji-ham.                                                             |

## Episodios
La serie está conformada por 40 episodios, los cuales son emitidos todos los miércoles y jueves a las 22:00 (KST).

### Raitings
Los números en azul representan las calificaciones más altas, mientras que los números en rojo representan las calificaciones más bajas.
| Episodio | Fecha de Emisión      | Promedio de Audiencia Compartida | Promedio de Audiencia Compartida | Promedio de Audiencia Compartida |
| Episodio | Fecha de Emisión      | TNmS                             | AGB Nielsen                      | AGB Nielsen                      |
| Episodio | Fecha de Emisión      | Escala Nacional                  | Escala Nacional                  | Seúl                             |
| -------- | --------------------- | -------------------------------- | -------------------------------- | -------------------------------- |
| 1-2      | 9 de enero de 2019    | 5.4%                             | 5.9% (20.º)                      | 5.5% (NR)                        |
| 1-2      | 9 de enero de 2019    | 5.8%                             | 6.7% (15.º)                      | 6.4% (17.º)                      |
| 3-4      | 10 de enero de 2019   | 6.4%                             | 6.5% (18.º)                      | 5.9% (19.º)                      |
| 3-4      | 10 de enero de 2019   | 7.5%                             | 7.8% (13.º)                      | 7.4% (12.º)                      |
| 5-6      | 16 de enero de 2019   | 6.8%                             | 6.4% (18.º)                      | 6.0% (NR)                        |
| 5-6      | 16 de enero de 2019   | 6.7%                             | 6.5% (17.º)                      | 6.1% (19.º)                      |
| 7-8      | 17 de enero de 2019   | 7.4%                             | 8.1% (13.º)                      | 8.3% (12.º)                      |
| 7-8      | 17 de enero de 2019   | 8.4%                             | 10.2% (8.º)                      | 10.3% (7.º)                      |
| 9-10     | 23 de enero de 2019   | -                                | 7.5% (15.º)                      | 7.3% (16.º)                      |
| 9-10     | 23 de enero de 2019   | 6.7%                             | 8.8% (10.º)                      | 8.6% (10.º)                      |
| 11-12    | 24 de enero de 2019   | 6.2%                             | 7.0% (14.º)                      | 7.2% (14.º)                      |
| 11-12    | 24 de enero de 2019   | 7.2%                             | 8.0% (13.º)                      | 8.2% (12.º)                      |
| 13-14    | 30 de enero de 2019   | 7.2%                             | 8.1% (13.º)                      | 8.1% (12.º)                      |
| 13-14    | 30 de enero de 2019   | 7.8%                             | 9.3% (8.º)                       | 8.9% (11.º)                      |
| 15-16    | 31 de enero de 2019   | 7.5%                             | 8.4% (13.º)                      | 8.4% (10.º)                      |
| 15-16    | 31 de enero de 2019   | 8.9%                             | 9.5% (8.º)                       | 8.9% (7.º)                       |
| 17-18    | 6 de febrero de 2019  | 7.6%                             | 7.8% (17.º)                      | 7.8% (17.º)                      |
| 17-18    | 6 de febrero de 2019  | 10.7%                            | 11.0% (6.º)                      | 11.4% (4.º)                      |
| 19-20    | 7 de febrero de 2019  | 11.3%                            | 11.8% (8.º)                      | 12.3% (6.º)                      |
| 19-20    | 7 de febrero de 2019  | 12.4%                            | 12.7% (5.º)                      | 12.8% (3.º)                      |
| 21-22    | 13 de febrero de 2019 | 8.6%                             | 9.0% (9.º)                       | 8.8% (10.º)                      |
| 21-22    | 13 de febrero de 2019 | 10.0%                            | 11.0% (7.º)                      | 11.0% (6.º)                      |
| 23-24    | 14 de febrero de 2019 | 12.0%                            | 13.1% (5.º)                      | 14.0% (4.º)                      |
| 23-24    | 14 de febrero de 2019 | 13.2%                            | 14.8% (2.º)                      | 15.4% (2.º)                      |
| 25-26    | 20 de febrero de 2019 | 10.5%                            | 10.1% (9.º)                      | 10.1% (8.º)                      |
| 25-26    | 20 de febrero de 2019 | 12.3%                            | 12.3% (4.º)                      | 12.2% (3.º)                      |
| 27-28    | 21 de febrero de 2019 | 12.8%                            | 12.7% (6.º)                      | 12.4% (5.º)                      |
| 27-28    | 21 de febrero de 2019 | 14.5%                            | 14.4% (3.º)                      | 14.1% (3.º)                      |
| 29-30    | 27 de febrero de 2019 | 13.5%                            | 14.2% (tercero.)                 | 14.2% (2.º)                      |
| 29-30    | 27 de febrero de 2019 | 16.3%                            | 17.5% (1.º)                      | 17.8% (1.º)                      |
| 31-32    | 28 de febrero de 2019 | 15.9%                            | 17.0% (3.º)                      | 17.4% (2.º)                      |
| 31-32    | 28 de febrero de 2019 | 18.4%                            | 20.0% (1.º)                      | 20.7% (1.º)                      |
| 33-34    | 6 de marzo de 2019    | 14.3%                            | 15.2% (4.º)                      | 15.6% (3.º)                      |
| 33-34    | 6 de marzo de 2019    | 17.0%                            | 18.1% (2.º)                      | 18.5% (2.º)                      |
| 35-36    | 7 de marzo de 2019    | 19.2%                            | 18.5% (tercero.)                 | 18.3% (tercero.)                 |
| 35-36    | 7 de marzo de 2019    | 21.4%                            | 20.4% (2.º)                      | 20.3% (2.º)                      |
| 37-38    | 13 de marzo de 2019   | 17.3%                            | 17.6% (tercero.)                 | 17.5% (tercero.)                 |
| 37-38    | 13 de marzo de 2019   | 19.7%                            | 20.4% (2.º)                      | 20.1% (1.º)                      |
| 39-40    | 14 de marzo de 2019   | 20.0%                            | 20.5% (tercero.)                 | 20.8% (2.º)                      |
| 39-40    | 14 de marzo de 2019   | 22.8%                            | 22.7% (1.º)                      | 22.8% (1.º)                      |
| Total    | Total                 | -                                | 12.15%                           | 12.10%                           |

## Música
El Soundtrack de la serie estuvo conformado por ocho partes las cuales fueron lanzadas por "Most Contents" y "NHN Bugs" en el 2019.

### Parte 1
| N.º | Intérprete | Canción         | Duración |
| --- | ---------- | --------------- | -------- |
| 1   | Noel       | "Dream" (꿈)    | 4:17     |
| 2   | -          | "Dream" (Inst.) | 4:17     |

### Parte 2
| N.º | Intérprete | Canción                             | Duración |
| --- | ---------- | ----------------------------------- | -------- |
| 1   | Monday Kiz | "I Buried The Pain" (묻어버린 아픔) | 4:21     |
| 2   | -          | "I Buried The Pain" (Inst.)         | 4:21     |

### Parte 3
| N.º | Intérprete      | Canción                              | Duración |
| --- | --------------- | ------------------------------------ | -------- |
| 1   | Kim Hyung-joong | "You Are The Only One" (유일한 사람) | 3:31     |
| 2   | -               | "You Are The Only On" (Inst.)        | 3:31     |

### Parte 4
| N.º | Intérprete    | Canción                                                              | Duración |
| --- | ------------- | -------------------------------------------------------------------- | -------- |
| 1   | Park Sae-byul | "Too Painful Love Was Not Love" (너무 아픈 사랑은 사랑이 아니었음을) | 4:44     |
| 2   | -             | "Too Painful Love Was Not Love" (Inst.)                              | 4:44     |

### Parte 5
| N.º | Intérprete  | Canción                  | Duración |
| --- | ----------- | ------------------------ | -------- |
| 1   | Kim Na-yeon | "Winter Flower" (겨울꽃) | 4:03     |
| 2   | -           | "Winter Flower" (Inst.)  | 4:03     |

### Parte 6
| N.º | Intérprete | Canción                 | Duración |
| --- | ---------- | ----------------------- | -------- |
| 1   | Huh Gak    | "Memories" (추억 한 줌) | 4:37     |
| 2   | -          | "Memories" (Inst.)      | 4:37     |

### Parte 7
| N.º | Intérprete   | Canción                                | Duración |
| --- | ------------ | -------------------------------------- | -------- |
| 1   | Min Young-ki | "Beautiful Day" (햇살이 눈부신 어느날) | 4:31     |
| 2   | -            | "Beautiful Day" (Inst.)                | 4:31     |

### Parte 8
| N.º | Intérprete   | Canción                               | Duración |
| --- | ------------ | ------------------------------------- | -------- |
| 1   | Yoo Jun-sang | "I Am a Happy Man" (나는 행복한 사람) | 3:36     |
| 2   | -            | "I Am a Happy Man" (Inst.)            | 3:36     |

## Premios y nominaciones
| Año  | Categoría                                      | Premio            | Nominado (a)                | Resultado |
| ---- | ---------------------------------------------- | ----------------- | --------------------------- | --------- |
| 2019 | Excellence Award for Mid-Length Drama (Female) | KBS Drama Award   | Lee Si-young                | Ganó      |
| 2019 | Best Supporting Actress in Mid-Length Drama    | KBS Drama Award   | Shin Dong-mi                | Ganó      |
| 2019 | Best Couple Award                              | KBS Drama Award   | Yoo Jun-sang y Shin Dong-mi | Ganaron   |
| 2019 | Best New Actor                                 | Korea Drama Award | Choi Sung-jae               | pendiente |

## Producción
La serie fue desarrollada por el equipo de producción de la KBS (KBS Drama Production), contó con el director Jin Hyung-wook, la escritora Moon Young-nam, mientras que la producción ejecutiva estuvo a cargo por Kim Sang-heon y Kim Hee-yeol.
La primera lectura del guion fue realizada el 31 de octubre del 2018 en "KBS Annex Broadcasting Station" en Yeouido, Corea del Sur.
Contó con el apoyo de las compañías de producción "Chorokbaem Media" y "Pan Entertainment", y fue distribuida por "Korean Broadcasting System".
El 25 de febrero del 2019 junto a los miembros del elenco de "Liver or Die": Yoo Jun-sang, Oh Ji-ho, Lee Chang-yeob, Lee Si-young y Jeon Hye-bin visitaron el centro de bienestar para personas mayores de Seodaemun y trabajaron en la cafetería, donde saludaron a los residentes y les sirvieron comida.